# HO Водолея
HO Водолея (лат. HO Aquarii) — одиночная переменная звезда в созвездии Водолея на расстоянии приблизительно 2000 световых лет (около 613 парсеков) от Солнца. Видимая звёздная величина звезды — от +12,8m до +12,4m.

## Характеристики
HO Водолея — жёлто-белая эруптивная быстрая неправильная переменная звезда (IS:) спектрального класса F. Эффективная температура — около 6328 К.